# Château de la Vaivre
Ne pas confondre avec le Château de la Vesvre à La Celle-en-Morvan.
Le château de la Vesvre (ou Vaivre) est situé sur la commune de Rigny-sur-Arroux en Saône-et-Loire. Le vieux château, construit en 1630, est isolé, en terrain plat, sur les alluvions de l'Arroux ; le nouveau château a été construit, en 1830, à 400 mètres, au bas du versant oriental de la vallée.

## Description
Le logis, de plan rectangulaire, comprend un rez-de-chaussée, un étage carré et un étage de combles coiffé d'une haute toiture à croupes en tuiles plates. Il est flanqué d'une tour carrée à un étage et un demi-étage. Au centre de la façade sud, s'ouvre une porte rectangulaire entre deux pilastres d'ordre toscan portant un linteau à triglyphes. Les piédroits des lucarnes à fronton sont en bossages rustiques un sur deux. Un bandeau règne avec l'appui des fenêtres de l'étage.
Le château moderne est formé d'un corps central à un étage carré et un étage de combles sous un toit à croupes en ardoises, entre deux ailes, dans le même alignement, couvertes à l'ouest de terrasses à balustrade. Le chevet à trois pans d'une chapelle de style flamboyant émerge du pignon sud. Les ouvertures du rez-de-chaussée du corps central sont en plein cintre.
Inscrit au titre des monuments historiques en 2009, le château, propriété privée, ne se visite pas. 

## Historique

Armes des Ganay

- XVe siècle : Claude de Ganay, grand-père de Pontus de Tyard et époux de Denise Courroy, est seigneur la Vaivre
- XVIe siècle : un château est bâti par François de Ganay, bourgeois de Charolles
- vers 1569 : Claude Berthaud est seigneur de la Vaivre
- XVIIe siècle : la famille Pérard effectue des remaniements
- début XVIIIe siècle : par mariage, le domaine passe à Bénigne-Germain Le Goux
- 1728 : la propriété est vendue à Jacques Maublanc, de Digoin, écuyer et époux d'Anne de La Troche
- 1768 : à la mort du précédent, son fils, Jacques-Marie Maublanc, écuyer, capitaine au régiment d'Anjou, lui succède; il avait épousé Marie Charlotte du Crest de Villaine
- XIXe siècle : le vieux château est abandonné à un fermier et une nouvelle résidence est bâtie à la lisière de la forêt voisine
- début du XXe siècle : après diverses successions, le château parvient au baron Antoine de Ponnat
- XXe siècle : le baron Philippe de Ponnat, petit-fils du précédent, est propriétaire du domaine

### Armoiries
- Maublanc : De contre-hermine
- Ponnat : D'or, à 3 têtes de paon arrachées d'azur

### articles connexes
- Liste des châteaux de Saône-et-Loire
- Famille de Ganay